# 금성백조
금성백조(錦城白鳥)는 1981년 대전에서 창립한 대한민국 중견종합건설사로 2023년 시공능력평가 49위를 기록했다. 아파트 브랜드 예미지(藝美智), 프리미엄 상업시설 브랜드 애비뉴스완(Avenue Swan)이 있다. 

중견건설사로는 최초로 '전국 살기좋은 아파트 대회' 대통령상을 2회 수상하였다. (2013년 대전 도안신도시 13단지 예미지, 2015년 대전 도안신도시 7단지 예미지)
1. ↑  “네이버 뉴스 라이브러리”. 2020년 8월 20일에 확인함.
2. ↑  “올해 건설사 시공평가 공개…대전·세종·충남 빅3 자리 유지”. 《뉴시스》. 2022년 8월 1일. 2022년 8월 1일에 확인함.
3. ↑  “[살기좋은 아파트] 대통령상 / 금성백조주택 `대전 도안신도시 13단지 예미지`”. 2020년 1월 14일에 확인함.
4. ↑  “[살기좋은 아파트] 대통령상 / 금성백조주택 대전 도안 7단지 예미지 `백조의 호수`”. 2020년 1월 14일에 확인함.